# Эритрея на Олимпийских играх
Эритрея дебютировала на летних Олимпийских играх в Сиднее в 2000 году и с тех пор не пропустила ни одной летней Олимпиады.
На зимних Олимпийских играх Эритрея дебютировала на Играх в Пхёнчхане в 2018 году, когда страну представлял горнолыжник Шеннон-Огбани Абеда. Он стал первым спортсменом, представлявшим Эритрею на зимней Олимпиаде.
За время выступления на Олимпиадах Эритрея завоевала всего одну олимпийскую медаль. На Играх в Афинах в 2004 году бронзовую медаль завоевал легкоатлет Зерсенай Тадесе в беге на 10 000 метров.
Национальный олимпийский комитет Эритреи был основан в 1996 году и признан Международным олимпийским комитетом в 1999 году.

## Таблица медалей
| Игры                | Спортсменов | Золото | Серебро | Бронза | Всего | Место |
| ------------------- | ----------- | ------ | ------- | ------ | ----- | ----- |
| 2000 Сидней         | 3           | 0      | 0       | 0      | 0     | —     |
| 2004 Афины          | 4           | 0      | 0       | 1      | 1     | 71    |
| 2008 Пекин          | 10          | 0      | 0       | 0      | 0     | —     |
| 2012 Лондон         | 12          | 0      | 0       | 0      | 0     | —     |
| 2016 Рио-де-Жанейро | 12          | 0      | 0       | 0      | 0     | —     |
| 2020 Токио          | 13          | 0      | 0       | 0      | 0     | —     |
| 2024 Париж          | 8           |        |         |        |       | ?     |
| Всего               | Всего       | 0      | 0       | 1      | 1     |       |

| Игры          | Спортсменов | Золото | Серебро | Бронза | Всего | Место |
| ------------- | ----------- | ------ | ------- | ------ | ----- | ----- |
| 2018 Пхёнчхан | 1           | 0      | 0       | 0      | 0     | -     |
| 2022 Пекин    | 1           | 0      | 0       | 0      | 0     | –     |
| Всего         | Всего       | 0      | 0       | 0      | 0     |       |

## Медалисты
| Медаль | Спортсмен       | Игры       | Вид спорта      | Дисциплина        |
| ------ | --------------- | ---------- | --------------- | ----------------- |
| Бронза | Зерсенай Тадесе | 2004 Афины | Лёгкая атлетика | 10 000 м, мужчины |